# صيدناني كولورادو
صيدناني كولورادو (الاسم العلمي: Tamias quadrivittatus) (بالإنجليزية: Colorado Chipmunk)‏ هو نوع من الحيوانات يتبع جنس الصيدناني من الفصيلة السنجابية.